# Patrick Fabian (attore)
Patrick Fabian (Pittsburgh, 7 dicembre 1964) è un attore statunitense.

## Biografia
Fabian è noto soprattutto per aver spesso interpretato il ruolo del professore di college, come in Saved by the Bell: The College Years dove impersonava un professore di antropologia, o il professor Hank Landry dell'Hearst, un college fittizio presente nella serie Veronica Mars, nonché un altro professore in una puntata di Beverly Hills 90210 del 1993.
Su Ugly Betty impersona uno degli ospiti del canale Fashion TV, e in un episodio di Pushing Daisies interpreta un malefico direttore di una compagnia automobilistica. Compare inoltre nell'episodio pilota Boston Common nel ruolo del professor Reed e nell'episodio 8 dell'ottava serie de La vita secondo Jim nel ruolo del professore di Yoga. Più recentemente, Fabian è stato Ted Price nella fiction Big Love su HBO.
Fabian inoltre ha origine armene e ha partecipato a Twitches su Disney Channel e anche a Twitches Too, sempre su Disney Channel. È inoltre la voce narrante della Hyundai Motor Company e compare anche negli spot della ING Direct e del Bellin Hospital. è inoltre comparso nella serie della Fox Bones. È anche apparso nel film prodotto da Eli Roth e diretto da Daniel Stamm L'ultimo esorcismo, interpretando la parte del Reverendo Marcus Cotton. Nel 2013 prende parte al film televisivo Una madre non proprio... perfetta.
Dal 2015 al 2022 recita nel cast principale della serie televisiva Better Call Saul di AMC, interpretando Howard Hamlin.

## Filmografia

### Attore

#### Cinema
- Partnerperfetto.com (Must Love Dogs), regia di Gary David Goldberg (2005)
- End Game, regia di Andy Cheng (2006)
- L'ultimo esorcismo (The Last Exorcism), regia di Daniel Stamm (2010)
- Bad Ass, regia di Craig Moss (2012)
- Giustizieri da strapazzo - Bad Asses (Bad Asses), regia di Craig Moss (2014)
- The Death of Superman, regia di Jake Castorena e Sam Liu (2018)
- L'esorcismo di Emma Schmidt - The Ritual (The Ritual), regia di David Midell (2025)

#### Televisione
- Indagini pericolose (Bodies of Evidence) - serie TV, episodio 1x08 (1992)
- Bayside School - Un anno dopo (Saved by the Bell: The College Years) - serie TV, 8 episodi (1993-1994)
- Beverly Hills 90210 - serie TV, episodio 4x03 (1993)
- La signora in giallo (Murder, She Wrote) - serie TV, episodio 11x10 (1994)
- Melrose Place - serie TV, episodio 3x25 (1995)
- Star Trek: Voyager - serie TV, episodio 3x20 (1997)
- Millennium - serie TV, episodio 2x09 (1997)
- Xena - Principessa guerriera (Xena: Warrior Princess) - serie TV, episodio 3x15 (1998)
- Friends - serie TV, episodio 5x03 (1998)
- Cenerentola a New York (Time of Your Life) - serie TV, 12 episodi (1999-2000)
- Rude Awakening - serie TV, episodi 3x19-3x20 (2001)
- Providence - serie TV, 7 episodi (1999-2002)
- Senza traccia (Without a Trace) - serie TV, episodio 1x18 (2003)
- CSI - Scena del crimine (CSI: Crime Scene Investigation) - serie TV, episodio 3x21 (2003)
- Joan of Arcadia - serie TV, 16 episodi (2003-2005)
- Nick e la renna che non sapeva volare (Snow), regia di Alex Zamm - film TV (2004)
- Crossing Jordan - serie TV, episodio 3x04 (2004)
- 24 - serie TV, episodi 3x18-3x19 (2004)
- Will & Grace - serie TV, episodio 7x08 (2004)
- Medical Investigation - serie TV, episodio 1x04 (2004)
- Everwood - serie TV, episodio 3x21 (2005)
- Twitches - Gemelle streghelle (Twitches), regia di Stuart Gillard – film TV (2005)
- CSI: Miami - serie TV, episodio 4x02 (2005)
- Reba - serie TV, episodio 5x04 (2005)
- Shark - Giustizia a tutti i costi (Shark) - serie TV, episodio 1x03 (2006)
- Ugly Betty - serie TV, episodio 1x05 (2006)
- Veronica Mars - serie TV, 8 episodi (2006-2007)
- Close to Home - Giustizia ad ogni costo (Close to Home) - serie TV, episodi 2x01-2x22 (2006-2007)
- Twitches - Gemelle streghelle 2 (Twitches Too), regia di Stuart Gillard – film TV (2007)
- Pushing Daisies - serie TV, episodio 1x02 (2007)
- Bones - serie TV, episodio 3x07 (2007)
- NCIS - Unità anticrimine (NCIS) - serie TV, episodio 5x10 (2007)
- Las Vegas - serie TV, episodio 5x10 (2007)
- Boston Legal - serie TV, episodio 4x11 (2008)
- Burn Notice - Duro a morire (Burn Notice) - serie TV, episodio 2x03 (2008)
- The Cleaner  - serie TV, episodio 1x10 (2008)
- Life - serie TV, episodio 2x14 (2009)
- The Mentalist - serie TV, episodio 1x17 (2009)
- La vita secondo Jim (According to Jim) - serie TV, episodio 8x08 (2009)
- Drop Dead Diva - serie TV, episodio 1x09 (2009)
- Crash - serie TV, episodi 2x08-2x10 (2009)
- Big Love - serie TV, 9 episodi (2009-2010)
- Rizzoli & Isles - serie TV, episodio 1x02 (2010)
- CSI: NY - serie TV, episodio 7x10 (2010)
- Private Practice - serie TV, episodio 5x02 (2011)
- Desperate Housewives (Desperate Housewives) - serie TV, episodi 8x12-8x13 (2012)
- Hawaii Five-0 - serie TV, episodio 2x17 (2012)
- Longmire - serie TV, episodio 1x07 (2012)
- Criminal Minds - serie TV, episodio 8x09 (2012)
- The Newsroom - serie TV, episodi 1x05-2x06 (2012-2013)
- Castle - serie TV, episodio 5x14 (2013)
- Una madre non proprio... perfetta (The Good Mother), regia di Richard Gabai – film TV (2013)
- Scandal - serie TV, episodio 3x04 (2013)
- Cloud 9, regia di Paul Hoen – film TV (2014)
- Grey's Anatomy - serie TV, episodi 10x18-11x02 (2014)
- Scorpion - serie TV, episodio 1x16 (2015)
- Better Call Saul - serie TV, 47 episodi (2015-2022)
- Grimm - serie TV, episodio 5x15 (2016)
- Elementary - serie TV, episodio 5x18 (2016)
- Lucifer - serie TV, episodi 3x7, 6x10 (2017, 2021)
- Agents of S.H.I.E.L.D. - serie TV, episodio 5x06 (2018)
- Code Black - serie TV, 3 episodi (2018)
- Special - serie TV, 15 episodi (2019, 2021)
- Black Monday - serie TV, 3 episodi (2020)
- The Morning Show - serie TV, episodio 2x02 (2021)
- Magnum P.I. - serie TV, episodi 5x16 e 5x20 (2013-2014)

## Doppiatori italiani
Nelle versioni in italiano delle opere in cui ha recitato, Patrick Fabian è stato doppiato da:
- Vittorio Guerrieri in Boston Common - Io e mio fratello, Special, Lucifer (ep. 6x10)
- Edoardo Nordio in Star Trek: Voyager, Medical Investigation, Hawaii Five-0
- Massimo Rossi in Veronica Mars, Nick e la renna che non sapeva volare, Private Practice
- Saverio Indrio in Burn Notice - Duro a morire, Grey's Anatomy, Tracker
- Teo Bellia in 24, Una madre non proprio... perfetta, Everwood
- Alessio Cigliano in Desperate Housewives, Cloud 9, L'altra Zoey
- Mauro Gravina in Longmire, Il risolutore, Criminal Minds
- Riccardo Rossi in Bayside School - Un anno dopo, Elementary
- Roberto Pedicini in Twitches - Gemelle streghelle, Twitches - Gemelle streghelle 2
- Davide Marzi in Big Love, Better Call Saul (ep. 6x05-6x06)
- Francesco Prando in L'ultimo esorcismo, L'esorcismo di Emma Schmidt - The Ritual
- Tony Sansone in Better Call Saul, Magnum P.I.
- Francesco Bulckaen in La signora in giallo
- Loris Loddi in Millenium
- Stefano Onofri in Dharma & Greg
- Fabrizio Manfredi in Friends
- Alessandro Quarta in Cenerentola a New York
- Valerio Sacco in CSI - Scena del crimine
- Roberto Certomà in CSI: Miami
- Massimo Rinaldi in Bones
- Enrico Di Troia in NCIS - Unità anticrimine
- Pasquale Anselmo in The Mentalist
- Sergio Lucchetti in CSI: NY
- Alessandro Rossi in Rizzoli & Isles
- Antonio Sanna in Castle
- Giorgio Bonino in Scandal
- Marco Balzarotti in Giustiziere da strapazzo
- Marco Mete in Lucifer (ep. 3x07)
- Fabrizio Pucci in Agents of S.H.I.E.L.D.
- Massimo Lodolo in Code Black